# Vierge en oraison
Vierge en oraison est un tableau réalisé par le peintre français Jean Bourdichon et son atelier vers 1480. De format vertical, cette huile sur panneau de bois est une peinture chrétienne qui représente la Vierge Marie en buste alors qu'elle joint ses mains en prière. Désignée trésor national en 2006, elle se trouve depuis 2007 dans les collections du musée des Beaux-Arts de Tours. Ce musée tourangeau conserve également son pendant, Le Christ bénissant.

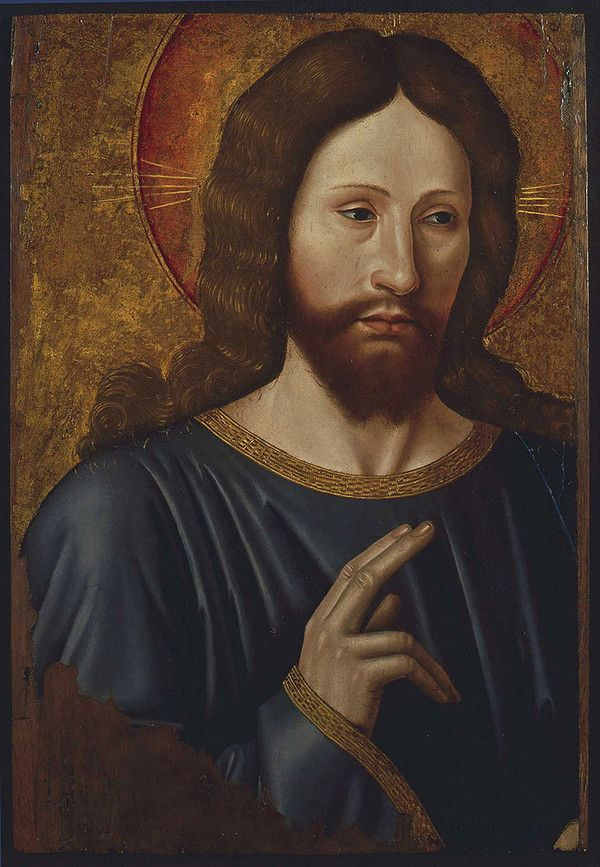
Le Christ bénissant – Musée des Beaux-Arts de Tours, Tours.